# Les Yeux ouverts (film, 1913)
Pour les articles homonymes, voir Les Yeux ouverts.
Les Yeux ouverts est un film muet français réalisé par Louis Feuillade et sorti en 1913.

## Fiche technique
- Titre : Les Yeux ouverts
- Réalisation : Louis Feuillade
- Scénario : Louis Feuillade
- Société de production : Société des Établissements L. Gaumont
- Pays de production :  France
- Langue : film muet avec les intertitres en français
- Format : Noir et blanc — 35 mm — 1,37:1 — Muet
- Métrage : 330 m
- Durée : 11 minutes
- Date de sortie : France : 14 février 1913

## Distribution
- René Navarre : Ubertino
- Yvette Andréyor : Sancia
- Renée Carl : sa mère
- Paul Manson : Mastino
- Marthe Vinot